# 哈貝特洛特
哈貝特洛特（Habitrot 、Habtrot和Habbitrot）是英格兰北部和苏格兰低地边境地区民间传说中的一个人物，与纺织和纺车有关。 

## 民间传说
哈贝特洛特出现在塞尔扣克郡民间故事中，该故事是阿尔奈-汤普森分类法故事类型ATU 501“三个老纺织女”的变体。 她是一位畸形的老妇人，和一群其他被工作毁容的大龄单身女住在地下（某些人的脚是八字形或有扁平的拇指）。唯一一个有名字的纺织女是Scantlie Mab。 哈贝特洛特为一位当地女孩纺织，然后说服女孩的新丈夫让她永远不要再纺织。类似的故事在德国（如三个织工）和挪威（三个姨妈）等国家也有出现。 

## 其他传说
根据边境地区的民间传说，踏上“未受洗礼的土地”（即死产或未受洗的婴儿坟墓）被认为是不吉利的，据说任何人这样做会患上“坟墓疹”（或“坟墓疥疮”），甚至会导致呼吸困难和四肢颤抖以及皮肤灼伤，就像被热熨斗碰到一样。唯一缓解此症状的方法是让患者穿上一種哈贝特洛特製作的特製麻袋。該種麻袋的製作方法是：採用40年內未被干扰的农家所出產的肥料種植而成的亚麻為原料，由哈贝特洛特纺织成亚麻布，并由一位诚实的漂白匠在一位诚实的磨坊主所擁有的小型水坝中漂白，再由一位诚实的裁缝缝制成麻袋。 

## 其他
- 日本手機遊戲Fate/Grand Order中，作為4星Rider出場，是异闻带的妖精骑士，梣的同伴。配音員︰伊藤彩沙。[4]